# Stuntgirl
Stuntgirl ist ein Alt-Porn-Film des Regisseurs Jack the Zipper aus dem Jahr 2004. Der Film wurde 2005 bei den AVN Awards als „Best All Sex Release“ ausgezeichnet.

## Handlung
Der Film weist keine durchgehende Handlung auf, sondern besteht lediglich aus einer Aneinanderreihung von drei Szenen.

## Rezeption
Stuntgirl wurde eher negativ bewertet. Bei Adult DVD Talk wurde insbesondere die unzusammenhängende Gesamthandlung des Films negativ angemerkt, während Don Houston für XCritic und Denny Recob von CAVR insbesondere die Bildqualität bemängeln. Trotz der eher negativen Meinungen der Kritiker erhielt der Film insgesamt drei AVN Awards: als Best All Sex Release, was Filme umfasst, die keine oder kaum Handlung oder Kontext umfassen, Best Director - Non-Feature für den besten Regisseur von Filmen aus dem Gonzo- oder All-Sex-Genre, die in den USA gedreht wurden sowie Best Couples Sex Scene für die beste Szene, die einen Mann und eine Frau umfasst. Dabei wurde die Auszeichnung in der letztgenannten Kategorie an Angelica Costello und Manuel Ferrara verliehen, deren Szene auch bei XCritic und Adult DVD Talk als beste des Filmes genannt wurde.
Im folgenden Jahr wurde mit The Stuntgirl 2 eine Fortsetzung von Jack the Zipper gedreht. Diese wurde jedoch nicht einmal für einen AVN-Ward nominiert und konnte somit nicht an den Erfolg des ersten Teiles anknüpfen.

## Auszeichnungen
- 2005:AVN Award - Best All Sex Release
- 2005:AVN Award - Best Director – Non-Feature
- 2005:AVN Award - Best Couples Sex Scene – Video